# Mercaptopurina
Mercaptopurina, también llamada 6-mercaptopurina o abreviadamente 6-MP, es un medicamento inmunosupresor que se emplea en el tratamiento de algunos tipos de cáncer, principalmente leucemia linfocítica aguda. También se utiliza para tratar otras enfermedades, entre ellas la colitis ulcerosa y la enfermedad de Crohn. Es uno de los fármacos incluidos en la lista de medicamentos esenciales de la Organización Mundial de la Salud.

## Farmacología
Pertenece al grupo de los antimetabolitos, análogos de las purinas, y se administra por vía oral a una dosis variable. Los metabolitos de la mercaptopurina inhiben la síntesis de purinas e interfiere en la formación de nucleótidos que deben incorporarse a la molécula de ADN, provocando un efecto citotóxico sobre las células malignas.

## Indicaciones
Tratamiento de la leucemia linfocítica aguda, enfermedad de Crohn y colitis ulcerosa.

## Efectos secundarios
Como todos los medicamentos, es susceptible de causar efectos adversos, entre ellos diarrea, náuseas y vómitos, debilidad y pérdida de cabello. Puede provocar mielosupresión que se manifiesta por disminución de leucocitos en sangre con propensión a infecciones (leucopenia), disminución de hematíes (anemia) y bajo número de plaquetas (trombocitopenia) con tendencia a hemorragias.